# Eilema restricta
Eilema restricta är en fjärilsart som beskrevs av George Francis Hampson 1910. Eilema restricta ingår i släktet Eilema och familjen björnspinnare. Inga underarter finns listade i Catalogue of Life.